# Dorothy Revier
Dorothy Revier (18 de abril de 1904 - 19 de noviembre de 1993) fue una actriz cinematográfica estadounidense del cine mudo.

## Carrera
Nacida en Oakland (California), su verdadero nombre era Dorothy Velerga. Recibió su educación en Oakland, antes de trasladarse a Nueva York para estudiar baile clásico. Posteriormente viajó a París, Francia, y estudió con los principales profesores de ballet, llegando a desarrollar una gran destreza en dicho arte. Trabajando como bailarina de cabaré, fue descubierta por un cazatalentos. Su habilidad como bailarina y su talento frente a la cámara la hizo popular entre los directores de Hollywood. Su debut llegó con The Broadway Madonna (1922).
Trabajó a lo largo de los años veinte, actuando en The Virgin (1924), The Supreme Test (1923), An Enemy of Men (1925), Cleopatra (1928), y Tanned Legs (1929). Hizo numerosos papeles en películas mudas de bajo presupuesto y en algunas de los primeros títulos sonoros. A menudo interpretó a mujeres fatales. En 1929 Dorothy trabajó junto a Douglas Fairbanks en The Iron Mask (La máscara de hierro). Su carrera cinematográfica declinó con la llegada del cine sonoro y a finales de los años treinta trabajaba principalmente en westerns con Buck Jones. Tras pasar la mayor parte de su carrera en Columbia Pictures, Dorothy se hizo actriz independiente durante año y medio. Posteriormente actuó en 1933, con un papel en Lovable Liar, con Buck Jones y Arthur Rankin. Su último papel fue el de 'June Caldwell' en The Cowboy and the Kid (1936).
En noviembre de 1935 Dorothy fue seleccionada como la primera de veinte estrellas de cine en posar para retratos de mujeres de gran belleza. Los retratos se presentaron en el Salon d' Art exposition en Filadelfia, Pensilvania, en 1936.

## Vida personal
Revier se casó en tres ocasiones, una con el director Harry J. Revier, otra con Charles S. Jonson y la última con el artista William Pelayo. El primer matrimonio y el último acabaron en divorcio. 
Dorothy Revier falleció a los 89 años de edad en el Queen of Angels-Hollywood Presbyterian Medical Center, y fue enterrada en el cementerio Forest Lawn Memorial Park de Los Ángeles, California. 